# Šćitarjevo
Šćitarjevo is een plaats in de gemeente Velika Gorica in de Kroatische provincie Zagreb. De plaats telt 442 inwoners (2001).